# Attacco alla Esko International
L'Attacco alla Esko International è stato un attacco ad opera di miliziani suicidi alla sede della Esko International ad Herat. Dopo aver preso il controllo della sede della Esko, il commando miliziano è stato annientato da una squadra della Task Force 45, senza perdite tra gli ostaggi.

## L'attacco
Il 3 novembre 2011, un commando di 7 miliziani talebani (2 suicidi e 5 armati) riesce a penetrare all'interno della sede della Esko International, società a contratto con la NATO impegnata nella costruzione e cura di infrastrutture e rifornimenti, a circa 300 metri dall'Aeroporto di Herat e meno di 1 chilometro da Camp Arena, grande base NATO nell'ovest della Nazione e sede del comando del Regional Command West, nonché di parte del contingente italiano e di quello spagnolo.
Uno dei terroristi si fa esplodere per fare irruzione nell'edificio e il resto del commando prende in ostaggio 18 dei civili presenti in zona, in tutto 31, tra i quali 6 italiani, 12 indiani, 12 altri stranieri e 1 afgano.

## La reazione
La notizia giunge a Camp Arena alle 9:35 del mattino: viene immediatamente mobilitata la Task Force 45 con una ventina di uomini appartenenti al GOI ed al GIS, nonché la Forza di Reazione Rapida, consistente in un plotone in costante pre-allarme (tra di essi erano presenti membri del "Fucilieri dell'Aria" , del 16ºStormo dell' Aeronautica Militare.
La zona viene subito circondata e gli operatori della TF45 fanno irruzione negli edifici quasi contemporaneamente, avvalendosi del supporto di elicotteri e tiratori scelti: durante lo scontro a fuoco che ne segue, gli italiani eliminano tutti i talebani mentre un operatore del GIS dei Carabinieri viene ferito lievemente ad una gamba in seguito ad un'esplosione, senza che nessun civile venisse ferito.

## Conseguenze
L'operazione ha ricevuto il plauso delle autorità italiane e straniere: il Ministro della Difesa Ignazio La Russa ha parlato di un'operazione "condotta brillantemente" che ha portato all'"evacuazione di 31 civili, di cui sei italiani, 24 stranieri e un afgano", il console indiano si è recato a Camp Arena ad operazione conclusa per ringraziare il Generale Portolano ed il Generale Stanley McChrystal ha commentato "Posso solo dire che ho potuto osservare il lavoro e la professionalità di quella Task Force 45 e credo che gli italiani sarebbero orgogliosi dei loro soldati".